# Caqui roig brillant
El Roig Brillant és una varietat de caqui (Diospyros kaki) valenciana, protegida per la denominació d'origen Kaki de la Ribera de Xúquer. És la de major importància comercial i productiva.
El Roig Brillant pertany a la varietat (CFA) de fruits astringents. L'arbre és de bon vigor, produint fruits gruixuts, oblongs, de bona qualitat i aspecte. Les característiques de la varietat són:
- Color: pell semiadherent i de grossor mitjà, amb color groc ataronjat en la recol·lecció i vermell intens al madurar.[2]
- Gust: dolç en la maduresa i molt astringent (abundància de tanins) abans d'ella, tret que se sotmeti a tractament de desastringentat.[1]
- Polpa: de tacte consistent i color taronja vermellós en la recol·lecció. En la maduresa es caracteritza per un color vermell intens i polpa aquosa.[1]
- Forma: de secció transversal arrodonida i lleugerament allargat en la secció longitudinal.[1]